# 藤原綿手
藤原 綿手（ふじわら の わたて、生没年不詳）は、奈良時代後期から平安時代初期にかけての女官。姓は朝臣。官位は正四位下・命婦。

## 生涯
光仁朝の宝亀6年（775年）、無位から従五位下に叙爵された、とあるのが史料における初出。延暦2年（783年）4月、藤原乙牟漏の立后の祝賀の宴にて命婦として従五位上を授けられる。その後、正四位下まで進み、延暦14年（795年）5月には、4人の尼の得度枠を与えられている。以降の経歴は不明である。

## 官歴
『六国史』による
- 宝亀6年（775年）7月26日：従五位下
- 延暦2年（783年）2月5日：従五位上・命婦
- 延暦4年（785年）正月9日：正五位上
- 延暦14年（795年）5月14日：見正四位下